# HD 54958
HD 54958，又名BD-18 1711，SAO 152497、HR 2705，是一颗恒星，视星等为6.23，位于銀經231.68，銀緯-4.43，其B1900.0坐标为赤經7h 5m 45s，赤緯-18° -4.43′ 23″。